# Liste des cours d'eau de la Manche
Pour un article plus général, voir Géographie de la Manche.

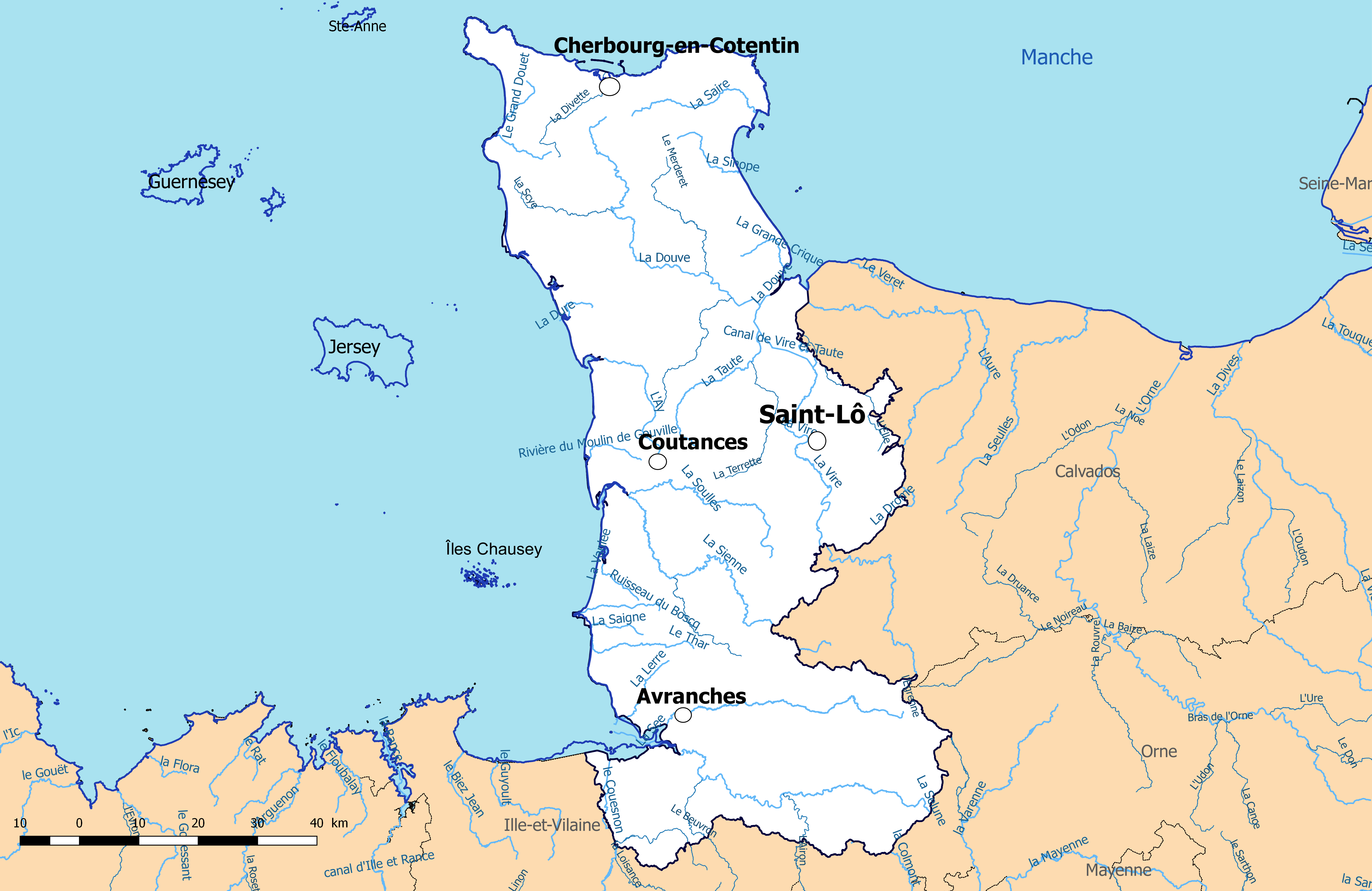
Carte des cours d'eau de longueur supérieure à 50 km dans le département de la Manche.

La liste des cours d'eau de la Manche présente les principaux cours d'eau , de longueur supérieure à 10 km, traversant pour tout ou partie le territoire du département français de la Manche dans la région Normandie.
Le réseau hydrographique est long d'environ 5 800 km et comprend 87 cours d'eau de longueur supérieure à 10 km, dont 10 mesurent plus de 50 km.
Les cours d'eau sont ordonnés selon leur origine naturelle (fleuve, rivières ou ruisseaux) ou artificielle (canaux). Pour chacun d'entre eux sont précisés : sa classe, sa longueur totale, le cours d'eau dans lequel il se jette (confluence), le bassin collecteur auquel il appartient, le nombre de départements et de communes traversés et le nom des communes qu'il irrigue dans le département de la Manche.

## Réseau hydrographique de la Manche

### Longueur totale
La longueur totale du réseau hydrographique est d’environ 5 800 km.

### Bassins

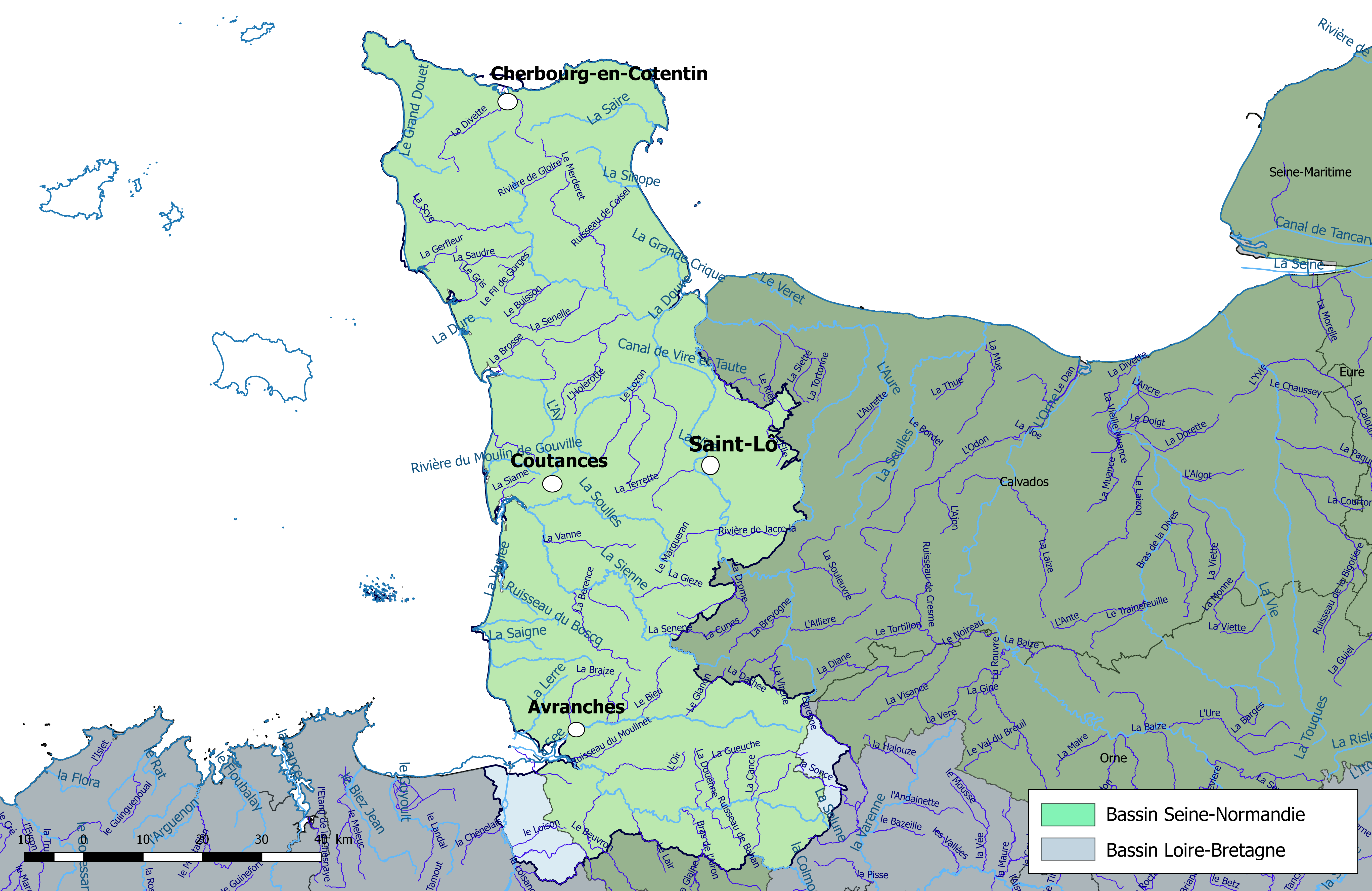
Découpage du département de la Manche en bassins hydrographiques et représentation des cours d'eau de longueur supérieure à 10 km.

La quasi-totalité du département est intégrée au bassin administratif Seine-Normandie et donc au district hydrographique « La Seine et les cours d'eau côtiers normands ». Deux petites enclaves du bassin Loire-Bretagne sont présentes dans le sud du département.

#### Bassin côtiers normands
Du fait de la proximité de la mer, un grand nombre de cours d'eau du département sont des fleuves côtiers et font partie du bassin côtiers normands, sous-bassin du bassin Seine-Normandie. 28 fleuves d'une longueur supérieure à 10 km sont recensés dans le département. Les plus importants en termes de longueurs sont la Vire (128,4 km dont 77,1 dans le département), la Sélune (84,7 km), la Douve (78,6 km), la Sienne (92,6 km dont 76,6 dans le département) et le Couesnon (97,8 km dont 19 dans le département). 

#### Bassin Vilaine et côtiers bretons
Les côtiers bretons situés dans le sud-ouest du département de la Manche sont le Couesnon et ses deux affluents que sont le Guerge et le Loison. Ils appartiennent au bassin Vilaine et côtiers bretons, sous-bassin du bassin Loire-Bretagne.

#### Bassin Mayenne-Sarthe-Loir
la Sonce et l'Égrenne sont situés au sud-est du département et constituent des affluents de la Varenne et donc de la Mayenne. Il en est de même de la Colmont qui conflue avec la Mayenne au droit de la retenue de Saint-Fraimbault, dans le département de la Mayenne. Ces cours d'eau appartiennent ainsi au bassin Mayenne-Sarthe-Loir, sous-bassin du bassin Loire-Bretagne.

## Cours d'eau naturels

### Définition
Jusqu'en 2016, aucun texte législatif ne définissait la notion de cours d’eau. Ce n'est qu'avec la loi du 8 août 2016 pour la reconquête de la biodiversité, de la nature et des paysages que cette lacune est comblée. L'article 118 de cette loi insère un nouvel article L. 215-7-1 dans le code de l'environnement précisant que « constitue un cours d'eau un écoulement d'eaux courantes dans un lit naturel à l'origine, alimenté par une source et présentant un débit suffisant la majeure partie de l'année. L'écoulement peut ne pas être permanent compte tenu des conditions hydrologiques et géologiques locales. ». Ainsi les deux principaux critères retenus sont :
- la présence et la permanence d’un lit naturel à l’origine, ce qui distingue les cours d’eau (artificialisés ou non) des fossés et canaux creusés par la main de l’homme ;
- la permanence d’un débit suffisant une majeure partie de l’année, critère qui doit être évalué en fonction des conditions climatiques et hydrologiques locales.

### Cours d'eau permanents de longueur supérieure ou égale à10km
La base de données Carthage est le référentiel du réseau hydrographique français. Cette base est réalisée à partir de la couche hydrographie de la base de données Carto enrichie par le ministère chargé de l'environnement et les agences de l'eau avec le découpage du territoire en zones hydrographiques d'une part et la codification de ces zones et du réseau hydrographique d'autre part. De cette base, il ressort que le réseau hydrographique de la Manche comprend 86 cours d'eau permanents de longueur supérieure à 10 km et dont le cours est en partie ou en totalité dans le département de la Manche.
Le référentiel national hiérarchise le réseau en sept classes selon l'importance décroissante des cours d'eau. Le tableau ci-après regroupe tous les cours d'eau irriguant pour tout ou partie du département et appartenant à l'une des classes 1 à 4. Pour chacune de ces classes les caractéristiques des cours d'eau sont les suivantes : 
- 1 : longueur supérieure à 100 km ou tout cours d’eau se jetant dans une embouchure logique[Note 1] et d'une longueur supérieure à 25 km ;
- 2 : longueur comprise entre 50 et 100 km ou tout cours d’eau se jetant dans une embouchure logique et d’une longueur supérieure à 10 km ;
- 3 : longueur comprise entre 25 et 50 km ;
- 4 : longueur comprise entre 10 et 25 km.

| Nom du cours d'eau            | Classe | Longueur totale en km | Confluence       | Bassin collecteur             | Départements irrigués | Communes irriguées | Communes irriguées | Communes irriguées |
| Nom du cours d'eau            | Classe | Longueur totale en km | Confluence       | Bassin collecteur             | Départements irrigués | Nb total           | Nb ds le dép.      | Communes du département |
| ----------------------------- | ------ | --------------------- | ---------------- | ----------------------------- | --------------------- | ------------------ | ------------------ | --- |
| Airon                         | 3      | 41,8                  | La Sélune        | La Sélune                     | 3 (35, 50, 53)        | 13                 | 5                  | Les Loges-Marchis, Moulines, Saint-Hilaire-du-Harcouët, Savigny-le-Vieux. |
| Airou                         | 3      | 30,5                  | La Sienne        | La Sienne                     | 1 (50)                | 13                 | 13                 | Beauchamps, Bourguenolles, Champrepus, La Haye-Pesnel, La Lande-d'Airou, Le Mesnil-Amand, Le Mesnil-Rogues, Le Mesnil-Villeman, La Meurdraquière, Villedieu-les-Poêles-Rouffigny, Le Tanu, La Trinité, Ver. |
| Argonce                       | 4      | 15,5                  | La Sélune        | La Sélune                     | 1 (50)                | 7                  | 7                  | La Bazoge, Chasseguey, Grandparigny, Romagny Fontenay, Juvigny-le-Tertre, Lapenty, Le Mesnil-Rainfray. |
| Aure                          | 2      | 82,2                  | Manche           | l'Aure                        | 2 (14, 50)            | 32                 | 1                  | Les Veys. |
| Ay                            | 1      | 32,6                  | Manche           | l'Ay                          | 1 (50)                | 10                 | 10                 | Ancteville, Créances, La Feuillie, Gratot, Lessay, Millières, Monthuchon, Muneville-le-Bingard, La Vendelée, Vesly. |
| Bérence                       | 4      | 11,4                  | La Sienne        | La Sienne                     | 1 (50)                | 5                  | 5                  | La Bloutière, Fleury, Gavray, Le Mesnil-Garnier, Montaigu-les-Bois. |
| Beuvron                       | 3      | 31                    | La Sélune        | La Sélune                     | 2 (35, 50)            | 11                 | 6                  | Ducey-Les Chéris, Montjoie-Saint-Martin, Poilley, Saint-Aubin-de-Terregatte, Saint-James, Saint-Senier-de-Beuvron. |
| Bieu                          | 4      | 14,8                  | la Sée           | la Sée                        | 1 (50)                | 10                 | 10                 | Brécey, La Chapelle-Cécelin, Chérencé-le-Héron, Les Loges-sur-Brécey, Notre-Dame-de-Livoye, Saint-Georges-de-Livoye, Saint-Jean-du-Corail-des-Bois, Saint-Martin-le-Bouillant, Saint-Nicolas-des-Bois, Vernix. |
| Braize                        | 4      | 16,3                  | la Sée           | la Sée                        | 1 (50)                | 8                  | 8                  | Le Grippon, Lolif, Le Luot, Marcey-les-Grèves, La Mouche, Saint-Jean-de-la-Haize, Le Parc, Subligny. |
| Brosse                        | 4      | 14,5                  | Manche           | la Brosse                     | 1 (50)                | 4                  | 4                  | Lessay, La Haye, Saint-Germain-sur-Ay, Vesly. |
| Buisson                       | 4      | 12,9                  | Le Fil de Gorges | la Douve                      | 1 (50)                | 7                  | 7                  | Doville, La Haye, Montsenelle, Neufmesnil, Saint-Nicolas-de-Pierrepont, Saint-Sauveur-le-Vicomte, Varenguebec. |
| Canal de Vire et Taute        | 1      | 11,7                  |                  | l'Orne                        | 1 (50)                | 5                  | 5                  | Graignes-Mesnil-Angot, Montmartin-en-Graignes, Saint-Fromond, Terre-et-Marais, Saint-Jean-de-Daye. |
| Cance                         | 4      | 19,3                  | la Sélune        | 1a Sélune                     | 1 (50)                | 7                  | 7                  | Mortain-Bocage, Ger, Mortain-Bocage, Le Neufbourg, Mortain-Bocage, Romagny Fontenay, Saint-Clément-Rancoudray. |
| Colmont                       | 2      | 50,4                  | la Mayenne       | la Mayenne                    | 3 (50, 53, 61)        | 16                 | 2                  | Buais-Les-Monts, Le Teilleul. |
| Couesnon                      | 1      | 97,8                  | Manche           | le Couesnon                   | 3 (35, 50, 53)        | 30                 | 4                  | Aucey-la-Plaine, Beauvoir, Pontorson, Sacey. |
| Cunes                         | 4      | 11,9                  | La Drôme         | la Vire                       | 2 (14, 50)            | 8                  | 1                  | Saint-Vigor-des-Monts. |
| Dathée                        | 4      | 14,6                  | la Virène        | la Vire                       | 2 (14, 50)            | 5                  | 1                  | Gathemo. |
| Diélette                      | 2      | 12,6                  | Manche           | la Diélette                   | 1 (50)                | 5                  | 5                  | Benoîtville, Bricquebosq, Grosville, Sotteville, Tréauville. |
| Divette                       | 3      | 27,6                  | Manche           | la Divette                    | 1 (50)                | 8                  | 8                  | Bricquebosq, Cherbourg-en-Cotentin, Martinvast, Saint-Christophe-du-Foc, Sideville, Sotteville, Teurthéville-Hague, Virandeville. |
| Douenne                       | 4      | 14,2                  | la Sélune        | la Sélune                     | 1 (50)                | 4                  | 4                  | Chasseguey, Grandparigny, Le Mesnillard, Reffuveille. |
| Douve                         | 1      | 78,6                  | Manche           | la Douve                      | 1 (50)                | 37                 | 37                 | Carentan les Marais, Appeville, Auvers, Beuzeville-la-Bastille, La Bonneville, Breuville, Brévands, Bricquebec-en-Cotentin, Brix, Brucheville, Carentan les Marais, Picauville, Crosville-sur-Douve, L'Étang-Bertrand, Étienville, Golleville, Hardinvast, Carentan les Marais, Picauville, Liesville-sur-Douve, Magneville, Les Moitiers-en-Bauptois, Morville, Négreville, Néhou, Picauville, Rauville-la-Bigot, Rauville-la-Place, Rocheville, Sainte-Colombe, Carentan les Marais, Saint-Martin-le-Gréard, Saint-Sauveur-le-Vicomte, Sottevast, Tollevast, Varenguebec, Vierville. |
| Drôme                         | 4      | 16,8                  | la Vire          | la Vire                       | 2 (14, 50)            | 8                  | 4                  | Beslon, Montbray, Morigny, Saint-Vigor-des-Monts. |
| Drôme                         | 2      | 57,9                  | l'Aure           | l'Aure                        | 2 (14, 50)            | 30                 | 5                  | Biéville, Montrabot, Le Perron, Placy-Montaigu, Saint-Jean-d'Elle. |
| Dure                          | 2      | 11                    | Manche           | la Dure                       | 1 (50)                | 2                  | 2                  | Denneville, La Haye. |
| Égrenne                       | 3      | 36,6                  | la Varenne       | la Mayenne                    | 2 (50, 61)            | 12                 | 4                  | Le Fresne-Poret, Ger, Chaulieu, Sourdeval. |
| Elle                          | 3      | 31,8                  | la Vire          | la Vire                       | 2 (14, 50)            | 13                 | 9                  | Airel, Bérigny, Cerisy-la-Forêt, Montmartin-en-Graignes, Moon-sur-Elle, Saint-Clair-sur-l'Elle, Saint-Georges-d'Elle, Saint-Germain-d'Elle, Saint-Jean-de-Savigny. |
| Esque                         | 4      | 21,2                  | l'Aure           | l'Aure                        | 2 (14, 50)            | 12                 | 1                  | Cerisy-la-Forêt. |
| Fil de Gorges                 | 4      | 17,5                  | La Douve         | La Douve                      | 1 (50)                | 8                  | 8                  | Catteville, Doville, Neuville-en-Beaumont, Rauville-la-Place, Saint-Sauveur-de-Pierrepont, Saint-Sauveur-le-Vicomte, Taillepied, Varenguebec. |
| Gerfleur                      | 4      | 10,3                  | Manche           | le Gerfleur                   | 1 (50)                | 4                  | 4                  | Barneville-Carteret, La Haye-d'Ectot, Saint-Maurice-en-Cotentin, Saint-Pierre-d'Arthéglise. |
| Gièze                         | 4      | 12,1                  | La Sienne        | La Sienne                     | 1 (50)                | 4                  | 4                  | Percy-en-Normandie, Montabot, Montaigu-les-Bois, Percy-en-Normandie. |
| Glanon                        | 4      | 12,5                  | la Sée           | la Sée                        | 2 (14, 50)            | 8                  | 6                  | Coulouvray-Boisbenâtre, Les Cresnays, Cuves, Saint-Laurent-de-Cuves, Saint-Michel-de-Montjoie, Saint-Pois. |
| Grand Douet                   | 2      | 10,6                  | Manche           | le Grand Douet                | 1 (50)                | 5                  | 5                  | Biville, Héauville, Sainte-Croix-Hague, Vasteville, Vauville. |
| Grande Crique                 | 2      | 14,2                  | Manche           | la Grande Crique              | 1 (50)                | 6                  | 6                  | Audouville-la-Hubert, Boutteville, Sainte-Mère-Église, Sainte-Marie-du-Mont, Sébeville, Turqueville. |
| Gris                          | 4      | 14                    | Manche           | le Gris                       | 1 (50)                | 6                  | 6                  | Canville-la-Rocque, Fierville-les-Mines, Le Mesnil, Portbail, Saint-Lô-d'Ourville, Saint-Maurice-en-Cotentin. |
| Guerge                        | 3      | 25,7                  | le Couesnon      | le Couesnon                   | 2 (35, 50)            | 10                 | 7                  | Argouges, Carnet, Montanel, Sacey, Saint-James, Pontorson, Villiers-le-Pré. |
| Gueuche                       | 4      | 13,3                  | la Sélune        | la Sélune                     | 1 (50)                | 7                  | 7                  | La Bazoge, Bellefontaine, Romagny Fontenay, Juvigny-le-Tertre, Le Mesnil-Rainfray, Grandparigny, Romagny Fontenay. |
| Guintre                       | 4      | 14,8                  | Manche           | le Guintre                    | 1 (50)                | 5                  | 5                  | Céaux, Courtils, Huisnes-sur-Mer, Précey, Servon. |
| Holerotte                     | 4      | 12,4                  | la Sèves         | la Douve                      | 1 (50)                | 7                  | 7                  | Nay, Périers, Raids, Saint-Germain-sur-Sèves, Saint-Sébastien-de-Raids, Terre-et-Marais, Vaudrimesnil. |
| Joigne                        | 4      | 13,1                  | la Vire          | la Vire                       | 1 (50)                | 7                  | 7                  | Canisy, Dangy, Quibou, Saint-Ébremond-de-Bonfossé, Saint-Gilles, Saint-Lô, Saint-Martin-de-Bonfossé. |
| Lair                          | 4      | 14,6                  | la Sélune        | la Sélune                     | 2 (35, 50)            | 8                  | 5                  | Hamelin, Isigny-le-Buat, Saint-Brice-de-Landelles, Saint-Laurent-de-Terregatte, Saint-Hilaire-du-Harcouët. |
| Lerre                         | 2      | 18,3                  | Manche           | la Lerre                      | 1 (50)                | 4                  | 4                  | Bacilly, Le Grippon, Sartilly-Baie-Bocage, Genêts. |
| Loison                        | 4      | 11,7                  | le Couesnon      | le Couesnon                   | 1 (50)                | 5                  | 5                  | Aucey-la-Plaine, La Croix-Avranchin, Sacey, Pontorson, Villiers-le-Pré. |
| Lozon                         | 4      | 24,7                  | la Taute         | la Douve                      | 1 (50)                | 12                 | 12                 | Cametours, Carantilly, Les Champs-de-Losque, Hauteville-la-Guichard, Le Lorey, Marigny-Le-Lozon, Marchésieux, Marigny-Le-Lozon, Le Mesnil-Eury, Montreuil-sur-Lozon, Remilly-sur-Lozon, Tribehou. |
| Marqueran                     | 4      | 11,4                  | la Vire          | la Vire                       | 1 (50)                | 5                  | 5                  | Beaucoudray, Tessy-Bocage, Moyon Villages, Troisgots, Villebaudon. |
| Merderet                      | 3      | 36,4                  | la Douve         | la Douve                      | 1 (50)                | 20                 | 20                 | Picauville, Beuzeville-la-Bastille, Carquebut, Sainte-Mère-Église, Colomby, Flottemanville, Fresville, Picauville, Le Ham, Hémevez, Liesville-sur-Douve, Lieusaint, Morville, Orglandes, Picauville, Sainte-Mère-Église, Tamerville, Urville, Valognes, Yvetot-Bocage. |
| Mouloir                       | 4      | 10,5                  | la Sèves         | la Douve                      | 1 (50)                | 5                  | 5                  | Gorges, Montsenelle, Le Plessis-Lastelle, Montsenelle, Vesly. |
| Oir                           | 4      | 21                    | la Sélune        | la Sélune                     | 1 (50)                | 6                  | 6                  | Ducey-Les Chéris, Ducey-Les Chéris, Isigny-le-Buat, Marcilly, Reffuveille, Saint-Quentin-sur-le-Homme. |
| Pont Barrabé                  | 4      | 11,8                  | l'Égrenne        | la Mayenne                    | 2 (50, 61)            | 5                  | 2                  | Saint-Cyr-du-Bailleul, Le Teilleul. |
| Rieu                          | 4      | 12,2                  | l'Elle           | la Vire                       | 2 (14, 50)            | 4                  | 1                  | Airel. |
| Rivière de Claids             | 4      | 10,2                  | l'Ay             | l'Ay                          | 1 (50)                | 4                  | 4                  | Laulne, Millières, Saint-Patrice-de-Claids, Vesly. |
| Rivière de Gloire             | 4      | 17,7                  | la Douve         | la Douve                      | 1 (50)                | 5                  | 5                  | Négreville, Saint-Joseph, Saussemesnil, Tamerville, Valognes. |
| Rivière de Jacre la           | 4      | 13,5                  | la Vire          | la Vire                       | 1 (50)                | 5                  | 5                  | Domjean, Tessy-Bocage, Torigny-les-Villes, Torigny-les-Villes, Saint-Louet-sur-Vire. |
| Rivière de Saint-Jean         | 4      | 10,2                  | la Sélune        | la Sélune                     | 1 (50)                | 3                  | 3                  | Mortain-Bocage, Saint-Clément-Rancoudray, Mortain-Bocage. |
| Rivière du Moulin de Gouville | 2      | 12,7                  | Manche           | Rivière du Moulin de Gouville | 1 (50)                | 5                  | 5                  | Blainville-sur-Mer, Brainville, Gouville-sur-Mer, Gratot, Servigny. |
| Ruisseau de Bahan             | 4      | 10,8                  | la Sélune        | la Sélune                     | 1 (50)                | 5                  | 5                  | Buais-Les-Monts, Lapenty, Grandparigny, Buais-Les-Monts, Mortain-Bocage. |
| Ruisseau de Bretteville       | 4      | 13                    | Manche           | Ruisseau de Bretteville       | 1 (50)                | 5                  | 5                  | Anneville-sur-Mer, Geffosses, Gouville-sur-Mer, Montsurvent, Servigny. |
| Ruisseau de Coisel            | 4      | 10                    | le Merderet      | la Douve                      | 1 (50)                | 8                  | 8                  | Écausseville, Émondeville, Fontenay-sur-Mer, Fresville, Le Ham, Joganville, Ozeville, Saint-Floxel. |
| Ruisseau de Mesnelle          | 4      | 10,1                  | la Sélune        | la Sélune                     | 1 (50)                | 4                  | 4                  | Buais-Les-Monts, Le Teilleul, Mortain-Bocage, Mortain-Bocage. |
| Ruisseau de Saultbesnon       | 4      | 11,9                  | la Sée           | la Sée                        | 1 (50)                | 4                  | 4                  | Saint-Brice, Le Parc, Tirepied, La Trinité. |
| Ruisseau du Boscq             | 2      | 17,7                  | Manche           | Ruisseau du Boscq             | 1 (50)                | 12                 | 12                 | Anctoville-sur-Boscq, Coudeville-sur-Mer, Donville-les-Bains, Granville, Hudimesnil, Longueville, Le Loreur, La Meurdraquière, Saint-Jean-des-Champs, Saint-Planchers, Saint-Sauveur-la-Pommeraye, Yquelon. |
| Ruisseau du Moulin du Bois    | 4      | 12,1                  | la Sée           | la Sée                        | 1 (50)                | 4                  | 4                  | Le Parc, La Chaise-Baudouin, Saint-Brice, Tirepied. |
| Ruisseau du Moulin du Pré     | 4      | 15,3                  | l'Airon          | la Sélune                     | 2 (50, 53)            | 5                  | 2                  | Buais-Les-Monts, Savigny-le-Vieux. |
| Ruisseau du Moulinet          | 4      | 10,5                  | Manche           | Ruisseau du Moulinet          | 1 (50)                | 5                  | 5                  | Saint-Loup, Saint-Martin-des-Champs, Saint-Ovin, Saint-Quentin-sur-le-Homme, Le Val-Saint-Père. |
| Saigne                        | 2      | 10,9                  | Manche           | la Saigne                     | 1 (50)                | 5                  | 5                  | Granville, Saint-Aubin-des-Préaux, Saint-Jean-des-Champs, Saint-Pair-sur-Mer, Saint-Planchers. |
| Saire                         | 1      | 31                    | Manche           | la Saire                      | 1 (50)                | 13                 | 13                 | Anneville-en-Saire, Brillevast, Digosville, Gonneville-Le Theil, Le Mesnil-au-Val, La Pernelle, Réville, Saint-Vaast-la-Hougue, Teurthéville-Bocage, Gonneville-Le Theil, Valcanville, Le Vast, Le Vicel. |
| Saudre                        | 4      | 14,2                  | la Douve         | la Douve                      | 1 (50)                | 6                  | 6                  | Besneville, Fierville-les-Mines, Néhou, Saint-Jacques-de-Néhou, Saint-Maurice-en-Cotentin, Saint-Sauveur-le-Vicomte. |
| Scye                          | 3      | 26,5                  | la Douve         | la Douve                      | 1 (50)                | 11                 | 11                 | Bricquebec-en-Cotentin, Néhou, Bricquebec-en-Cotentin, Pierreville, Le Rozel, Saint-Germain-le-Gaillard, Saint-Jacques-de-Néhou, Sortosville-en-Beaumont, Surtainville, Bricquebec-en-Cotentin, Bricquebec-en-Cotentin. |
| Sée                           | 1      | 78,8                  | Manche           | la Sée                        | 1 (50)                | 22                 | 22                 | Avranches, Beauficel, Brécey, Brouains, Chérencé-le-Roussel, Les Cresnays, Cuves, La Gohannière, Marcey-les-Grèves, Le Mesnil-Adelée, Le Mesnil-Gilbert, Le Mesnil-Tôve, Perriers-en-Beauficel, Le Petit-Celland, Ponts, Saint-Brice, Saint-Jean-de-la-Haize, Saint-Laurent-de-Cuves, Saint-Senier-sous-Avranches, Sourdeval, Tirepied, Vernix. |
| Sélune                        | 1      | 84,7                  | Manche           | la Sélune                     | 1 (50)                | 20                 | 20                 | Barenton, Mortain-Bocage, Ducey-Les Chéris, Le Teilleul, Isigny-le-Buat, Lapenty, Grandparigny, Mortain-Bocage, Poilley, Romagny Fontenay, Saint-Aubin-de-Terregatte, Saint-Brice-de-Landelles, Saint-Cyr-du-Bailleul, Saint-Hilaire-du-Harcouët, Mortain-Bocage, Saint-Laurent-de-Terregatte, Saint-Hilaire-du-Harcouët, Saint-Quentin-sur-le-Homme, Mortain-Bocage, Saint-Hilaire-du-Harcouët. |
| Senelle                       | 4      | 13,7                  | la Douve         | la Douve                      | 1 (50)                | 8                  | 8                  | Montsenelle, Picauville, Montsenelle, Les Moitiers-en-Bauptois, Picauville, Montsenelle, Montsenelle, Picauville. |
| Sénène                        | 4      | 14,2                  | la Sienne        | la Sienne                     | 2 (14, 50)            | 6                  | 2                  | Beslon, Sainte-Cécile. |
| Sèves                         | 3      | 33,3                  | la Douve         | la Douve                      | 1 (50)                | 14                 | 14                 | Appeville, Auvers, Baupte, Gonfreville, Gorges, Millières, Muneville-le-Bingard, Nay, Périers, Carentan les Marais, Saint-Germain-sur-Sèves, Montsenelle, Terre-et-Marais, Vaudrimesnil. |
| Siame                         | 4      | 10,1                  | Manche           | la Siame                      | 1 (50)                | 4                  | 4                  | Agon-Coutainville, Gratot, Saint-Malo-de-la-Lande, Tourville-sur-Sienne. |
| Sienne                        | 1      | 92,6                  | Manche           | la Sienne                     | 2 (14, 50)            | 28                 | 24                 | La Baleine, Beslon, La Bloutière, Boisyvon, Cérences, La Colombe, Contrières, Coulouvray-Boisbenâtre, Gavray, Hambye, Quettreville-sur-Sienne, Le Mesnil-Aubert, Montaigu-les-Bois, Orval sur Sienne, Orval sur Sienne, Percy-en-Normandie, Quettreville-sur-Sienne, Sainte-Cécile, Saint-Denis-le-Gast, Saint-Maur-des-Bois, Sourdeval-les-Bois, Trelly, Ver, Villedieu-les-Poêles-Rouffigny. |
| Sinope                        | 2      | 18,3                  | Manche           | la Sinope                     | 1 (50)                | 8                  | 8                  | Lestre, Montaigu-la-Brisette, Octeville-l'Avenel, Quinéville, Saint-Martin-d'Audouville, Teurthéville-Bocage, Vaudreville, Videcosville. |
| Sonce                         | 4      | 16,8                  | l'Égrenne        | la Mayenne                    | 2 (50, 61)            | 5                  | 4                  | Barenton, Ger, Saint-Clément-Rancoudray, Saint-Georges-de-Rouelley. |
| Soulles                       | 2      | 51,8                  | Manche           | la Soulles                    | 1 (50)                | 19                 | 19                 | Belval, Bricqueville-la-Blouette, Cerisy-la-Salle, Courcy, Coutances, Dangy, La Haye-Bellefond, Heugueville-sur-Sienne, Maupertuis, Montpinchon, Nicorps, Notre-Dame-de-Cenilly, Orval sur Sienne, Ouville, Percy-en-Normandie, Saint-Pierre-de-Coutances, Savigny, Soulles, Villebaudon. |
| Taute                         | 1      | 39,6                  | la Douve         | la Douve                      | 1 (50)                | 16                 | 16                 | Auxais, Cambernon, Carentan les Marais, Graignes-Mesnil-Angot, Marchésieux, Périers, Raids, Saint-André-de-Bohon, Saint-Aubin-du-Perron, Terre-et-Marais, Saint-Hilaire-Petitville, Saint-Martin-d'Aubigny, Saint-Sauveur-Lendelin, Saint-Sébastien-de-Raids, Tribehou, Vaudrimesnil. |
| Terrette                      | 3      | 29,2                  | la Taute         | la Douve                      | 1 (50)                | 13                 | 13                 | Amigny, Cametours, Canisy, Carantilly, Cerisy-la-Salle, Les Champs-de-Losque, Thèreval, Thèreval, Le Hommet-d'Arthenay, Le Mesnil-Amey, Quibou, Saint-André-de-Bohon, Tribehou. |
| Thar                          | 2      | 24,8                  | Manche           | le Thar                       | 1 (50)                | 11                 | 11                 | Jullouville, Folligny, La Haye-Pesnel, Hocquigny, La Lucerne-d'Outremer, La Mouche, Saint-Aubin-des-Préaux, Saint-Jean-des-Champs, Saint-Pair-sur-Mer, Saint-Pierre-Langers, Le Tanu. |
| Tronçon                       | 4      | 17,2                  | le Couesnon      | le Couesnon                   | 2 (35, 50)            | 7                  | 3                  | Argouges, Carnet, Montanel. |
| Trottebec                     | 4      | 14,1                  | la Divette       | la Divette                    | 1 (50)                | 4                  | 4                  | Brix, Cherbourg-en-Cotentin, Le Mesnil-au-Val, Tollevast. |
| Vanlée                        | 2      | 16,2                  | Manche           | la Vanlée                     | 1 (50)                | 4                  | 4                  | Bréhal, Chanteloup, Coudeville-sur-Mer, Hudimesnil. |
| Vanne                         | 4      | 20                    | la Sienne        | la Sienne                     | 1 (50)                | 10                 | 10                 | Contrières, Grimesnil, Guéhébert, Notre-Dame-de-Cenilly, Quettreville-sur-Sienne, Roncey, Saint-Denis-le-Gast, Saint-Denis-le-Vêtu, Saint-Martin-de-Cenilly, Trelly. |
| Venloue                       | 4      | 15,1                  | le Lozon         | la Douve                      | 1 (50)                | 9                  | 9                  | Camprond, Feugères, Hauteville-la-Guichard, Le Lorey, Marigny-Le-Lozon, Marchésieux, Le Mesnil-Vigot, Montcuit, Remilly-sur-Lozon. |
| Vire                          | 1      | 128,4                 | Manche           | la Vire                       | 2 (14, 50)            | 46                 | 26                 | Agneaux, Airel, Baudre, Cavigny, Condé-sur-Vire, Domjean, Tessy-Bocage, Fourneaux, Bourgvallées, Thèreval, Bourgvallées, La Meauffe, Montmartin-en-Graignes, Pont-Hébert, Rampan, Saint-Ébremond-de-Bonfossé, Saint-Fromond, Saint-Georges-Montcocq, Saint-Gilles, Saint-Lô, Chaulieu, Bourgvallées, Sainte-Suzanne-sur-Vire, Tessy-Bocage, Troisgots, Les Veys. |
| Virène                        | 4      | 12,8                  | la Vire          | la Vire                       | 2 (14, 50)            | 3                  | 1                  | Sourdeval. |

### Autres cours d'eau

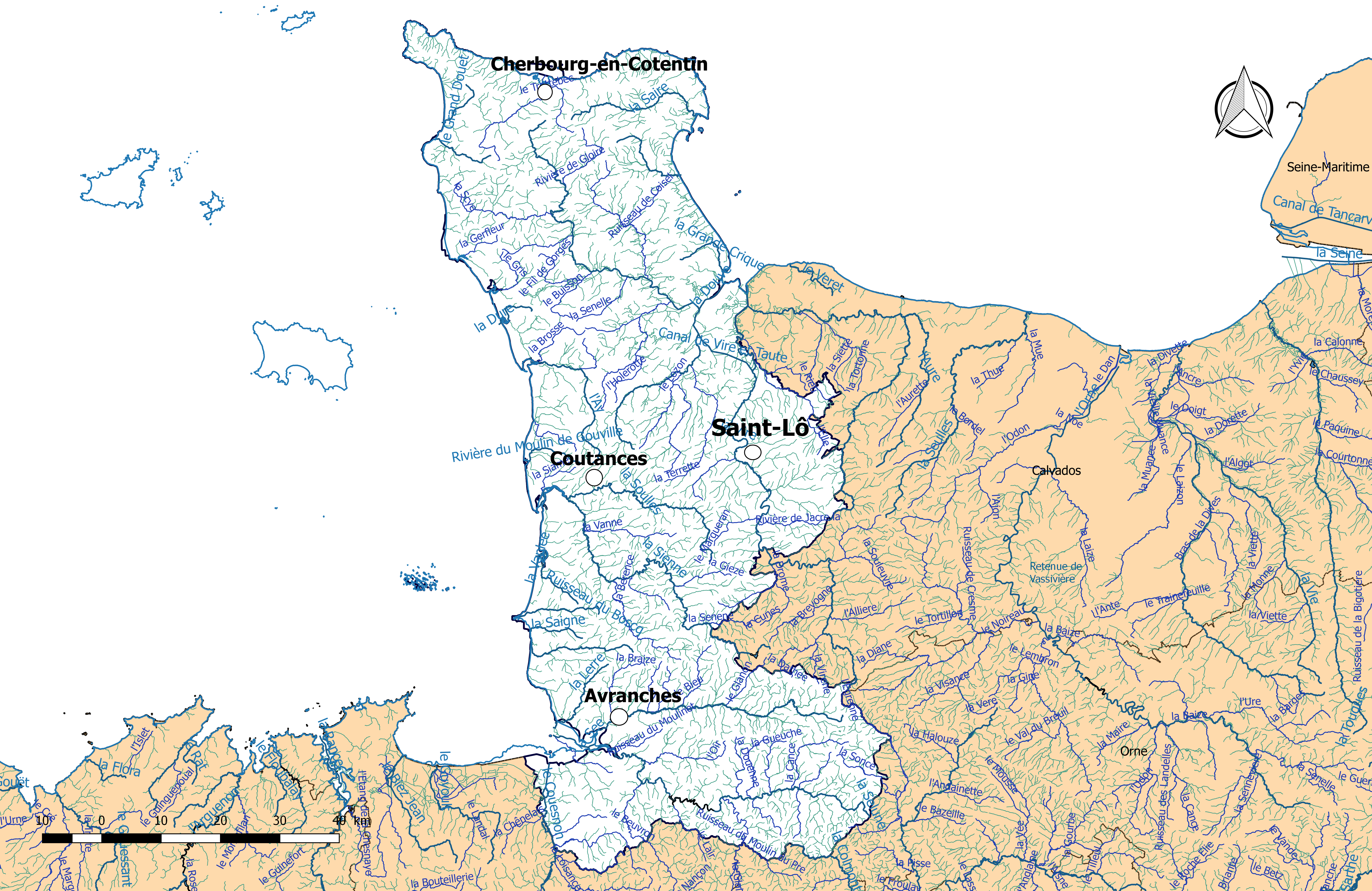
Carte de l'ensemble du réseau hydrographique de la Manche.

En lien avec la loi pour la reconquête de la biodiversité, de la nature et des paysages, publiée au Journal officiel du 9 août 2016, définissant la notion de cours d’eau, une instruction du gouvernement du 3 juin 2015 demande aux services d’État de mettre en place une cartographie du réseau hydrographique dans chaque département, afin de permettre aux riverains concernés de distinguer facilement les cours d’eau des fossés, non soumis aux mêmes règles : une intervention sur un cours d’eau allant au-delà de l’entretien courant ne peut en effet se faire que dans le cadre d’une déclaration ou autorisation « loi sur l’eau ». Concernant la Manche, cette cartographie interactive est disponible depuis 2017.

## Canaux
Aucun canal ne traverse le territoire du département.